# 加美早苗
加美 早苗（かみ さなえ、1921年10月20日 - 2000年8月30日）は、日本のバレリーナ・バレエ指導者である。宝塚歌劇団星組に娘役として所属した後、バレリーナ・バレエ指導者へと転身した。

## 生涯
本名は辻野美津枝（つじの・みつえ）といい、1921年に3人姉妹の末娘として兵庫県川辺郡長尾村（現・兵庫県宝塚市）で生まれた。幼少時は「ツーコ」と呼ばれて幸福な生活を送っていたが、小学校5年のときに実母と死別した。継母とはなかなか馴染むことができず、もともと内向的だった彼女はさらに無口になっていった。そんな美津枝の状態を心配した長姉・小ゆきは、引きこもりがちになった彼女を外の空気に触れさせようと、宝塚音楽歌劇学校（現在の宝塚音楽学校）の受験を勧めた。本来目立つことは嫌いだった美津枝だが、ダンスについては、長姉・小ゆきに薦められて入学した宝塚コドモアテネで出口秀子に洋舞を習っていたこともあって好んでいた。
父親も宝塚音楽歌劇学校の受験に賛成して、1936年、女学校2年になった美津枝は宝塚音楽歌劇学校の試験を受けた。この年の試験は14人に1人という狭き門だったが、無事に合格した。生徒は100人いたが、学期末の試験の成績によって振り落されていき、3学期の末には50人になっていた。
宝塚音楽歌劇学校ではロシア帝室バレエ学校出身のバレエ教師、エレナ・オソフスカヤ・メッテルの指導を受けた。教室での座席順は、成績の優秀な者が後ろに座ることになっていた。最初のうち美津枝は最前列に座っていたが、3学期が終わるころには最後列の席に座っていた。美津枝は本名の姓から「ツー子さん」という愛称で呼ばれ、それは宝塚歌劇団団員時代から貝谷バレエ団の団員となっても変わることはなかった。
宝塚歌劇団26期生として宝塚歌劇団に入団後の1937年8月に『ハワイ・ニューヨーク』で初舞台を踏み、ダンスの技量を注目されてラインダンスにも出演した。清楚な印象から「雪城 美沙子」（ゆきしろ みさこ）という芸名を与えられ、ダンスの名手として成長していった。第2次世界大戦が終わって宝塚歌劇団が活動を再開すると、美沙子はダンスシーンで主役を踊るようになった。人気の男役を相手に、ジャズ、モダン、タップなど様々なダンスを巧みに踊りこなす彼女は宝塚の看板ダンサーとなり、ブロマイドが作られ、劇場のポスターや看板にもその姿が描かれた。まじめな性格の美沙子は人気におごることなく熱心に稽古を続け「稽古場あさり」といわれるほどであった。1948年には、優秀なダンサーのみが加入できる「ダンス専科」に在籍することになった。
人間関係にも恵まれて宝塚歌劇団で順風満帆の舞台生活を送っていた美沙子に転機が訪れたのは、1949年4月のことだった。有楽座で上演されたバレエ『サロメ』を鑑賞した彼女は、主演者で自ら振付も手がけていた貝谷八百子の踊りと存在感に圧倒された。貝谷と自分が同年の生まれと知り、宝塚歌劇団で人から言われるままに踊っていた自分と、振付もこなす貝谷とのあまりの違いに衝撃を受けたと後に語っている。その頃、技術の未熟さを自覚し始めてこのままでいいのかとひそかに悩み、長年のファンからも「悩んでいることがあってそれが踊りに出ている」ことを指摘されていた美沙子は、バレエこそ自分が求めていた世界と確信し、貝谷への弟子入りを志望するようになった。宝塚歌劇団は、看板ダンサーである美沙子を何度も慰留した。それは看板ダンサーが貝谷のもとに弟子入りするということは歌劇団の沽券にかかわるという理由の他に、美沙子を将来のダンス教師として必要な人材と見込んでいたためでもあった。最初は世田谷区の東松原にあった貝谷の研究所に20日間という短期の「国内留学」のみを許可し、次は公演の中に美沙子のために30分のバレエシーンを設けるなどして彼女を翻意させようとしたが、決意は固かった。ついに宝塚歌劇団も折れ、引退発表をしないことを条件に退団を受け入れた。そこで彼女は、「雪城美沙子」の芸名を返上して一介の新入生となり、1950年9月に貝谷のもとに入門を果たした。入門時には歌劇団側が貝谷のもとを訪れ、数年後には教師として歌劇団に反してほしいと申し入れていたが、彼女が歌劇団に戻ることはなかった。
入門したとき、彼女はすでに28歳になっていたが、子供たちと一緒に基礎のバーレッスンをこなした。当初「バレエを始めるのが10年遅い」と言われた時にはさすがに彼女も立腹したというが、レッスンにひたすら励み、卒倒するまでやめないほどの根性を見せた彼女に貝谷は感銘を受け、やがて深い信頼を寄せるようになっていった。貝谷バレエ団では「加美 早苗」という芸名を名乗り、入門1年後の1951年からは貝谷の振付助手を務めて『シンデレラ』（1951年）、『展覧会の絵』（1952年）、『くるみ割り人形』（1953年）などの制作に関わる一方で、それらの作品に主役や準主役で出演している。1966年からは貝谷芸術学院バレエ科の教師としても活躍し、全国各地に貝谷の代理として教えに行き、秘書代わりに身の回りの世話もしていた。貝谷のもとに入門して2年後、宝塚歌劇団の当時の社長小林一三から直接に日劇へ特別出演してバレエを踊ってほしいと依頼されたが、早苗はこれを断って小林を激怒させたことがあった。「お金を取ってまでお見せできるものではなく、宝塚に恥をかかせることになる」と早苗はその理由を説明したが、本心は貝谷に恥をかかせるようなことがあってはならないという気持ちからだったという。
早苗には宝塚歌劇団時代に淡い恋の経験が1回あり、退団時にはたくさんの縁談が持ち込まれていた。貝谷も自分の結婚後、早苗に見合いを勧めてその席に立会いまでしていた。それでも彼女は終生独身を通し、踊りと後進の指導に励むことになったが「結局それでよかった」と述懐している。早苗が終生の師と仰いだ貝谷は1991年3月5日に死去した。早苗はその遺志を継いで、貝谷が後進指導のために設立した貝谷芸術専門学校（2011年5月31日に解散）の校長に就任し、大阪、福知山、舞鶴、小浜にある貝谷バレエ研究所の主任教師も務めた。1994年には稲城明美、岡本佳津子とともに「世田谷クラシックバレエ連盟」を結成している。1988年には、第2回舞踊文化功労賞を受賞した。その後、2000年8月30日に心不全のため死去した。

## 主な出演作品
| 年   | 作品名               | 作曲               | 役柄           | 振付                                       |
| ---- | -------------------- | ------------------ | -------------- | ------------------------------------------ |
| 1949 | ブルー・ダニューブ   | J・シュトラウス2世 | 特別出演       | 貝谷八百子振付                             |
| 1951 | シンデレラ           | プロコフィエフ     | 義妹           | 貝谷八百子振付                             |
| 1952 | 展覧会の絵           | ムソルグスキー     | 古城           | 貝谷八百子振付                             |
| 1953 | くるみ割り人形       | チャイコフスキー   | 雪の女王       | 貝谷八百子振付                             |
| 1954 | 白鳥の湖             | チャイコフスキー   | 黒鳥オディール | 貝谷八百子振付 （V・ブルメイステル原案版） |
| 1955 | ポーギーとベス       | ガーシュウィン     | ベス           | 貝谷八百子振付                             |
| 1956 | ロメオとジュリエット | プロコフィエフ     | 乳母           | 貝谷八百子振付                             |
| 1957 | コッペリア           | ドリーブ           | スワニルダ     | 貝谷八百子振付                             |
| 1963 | 海賊                 | アダン他           | メドゥーラ     | 貝谷八百子振付                             |
| 1966 | 眠れる森の美女       | チャイコフスキー   | オーロラ姫     | 貝谷八百子振付                             |